# Monisha Kaltenborn
Monisha Kaltenborn (nombre de origen: Monisha Narang; Dehradun, India, 10 de mayo de 1971) es una jurista, ejecutiva y dirigente deportiva austriaca. Fue jefa de equipo de la escudería de Fórmula 1 Sauber, además de propietaria de un 33,3% de la formación. También ha sido la jefe ejecutivo del equipo desde enero de 2010. Ella es la primera mujer que ostenta el cargo de jefe de equipo de una escudería de Fórmula 1.

## Biografía
Kaltenborn nació en Dehradun, India. Su familia emigró a Viena cuando ella todavía era una niña, obteniendo así la nacionalidad austriaca. De 1990 a 1995, estudió un grado de Derecho en la Universidad de Viena, y luego completó un máster en Derecho de los Negocios Internacionales en la Escuela de Economía y Ciencia Política de Londres en 1996. Mientras aún era estudiante en Viena, trabajó para la Comisión de las Naciones Unidas para el Desarrollo Industrial y en la Comisión de las Naciones Unidas para el derecho mercantil internacional.
Una vez terminados sus estudios, Kaltenborn trabajó para varias firmas legales: primero, en Stuttgart con Gleiss Lutz; luego, de nuevo en Viena con Wolf & Theis; y, finalmente, para el Grupo Fritz Kaiser en 1998 y 1999.
En esta etapa, el Grupo Fritz Kaiser fue copropietario del equipo de Fórmula 1 Sauber (junto con el director y el equipo fundador, Peter Sauber y el propietario de Red Bull Dietrich Mateschitz), y Kaltenborn fue contratada para hacerse cargo de los asuntos sociales y legales del equipo. 
En 2000, Kaiser había vendido sus acciones, pero Kaltenborn se quedó en el equipo como el jefe de su departamento legal. Desde 2001, ha sido miembro de su Consejo de Administración, y a principios de 2010, después de que BMW devolviera el equipo a Peter Sauber, Monisha fue nombrada jefe ejecutivo de Sauber Motorsport AG. También está involucrada en la Comisión de la Mujer y Deportes del motor de la Federación Internacional del Automóvil, con Michèle Mouton. El 16 de mayo de 2012, Peter Sauber transfiere un tercio del equipo Sauber a Kaltenborn, haciendo de ella uno de los propietarios. En octubre, se retiró de la primera línea de la gestión del equipo, cediendo a Monisha el papel de directora del equipo.
Abandonó Sauber en mediados de 2017, y al año siguiente volvió al deporte motor en un equipo de Fórmula 4 en el proyecto KDC Racing, pero este abandonó los dos campeonatos antes de finalizar la temporada.
En su primer trabajo en Stuttgart, conoció a Jens Kaltenborn y luego se casó con él en Dehradun. La pareja tiene dos hijos y vive en Küsnacht, que está cerca de la fábrica de Sauber en Hinwil, Suiza.